# Championnat de Suisse de baseball 2010
Navigation
2009 2011
Le Championnat de Suisse de baseball 2010, dit Ligue Nationale A, est la 30e édition de cette épreuve mettant aux prises les sept meilleures équipes suisses.
Les Bern Cardinals s'imposent 3-2 dans la série finale face aux Therwil Flyers. C'est leur sixième titre dans la compétition.

## Format
Les équipes s'affrontent dans une poule unique au format round robin double, chaque journée étant composée d'un programme double. Les quatre premiers sont qualifiés pour les demi-finales et finale au meilleur des cinq rencontres.

## Clubs participants
| \| Zürich: Zürich Barracudas Zürich Challengers Bern Cardinals Embrach Mustangs Reussbühl Eagles Sissach Frogs Therwil Flyers Zürich \| Localisation des clubs engagés dans le championnat. |
| Zürich: Zürich Barracudas Zürich Challengers Bern Cardinals Embrach Mustangs Reussbühl Eagles Sissach Frogs Therwil Flyers Zürich                                                           |

| Équipe             | Ville   | Titres |
| ------------------ | ------- | ------ |
| Bern Cardinals     | Berne   | 5      |
| Embrach Mustangs   | Embrach | 0      |
| Reussbühl Eagles   | Littau  | 0      |
| Sissach Frogs      | Sissach | 0      |
| Therwil Flyers     | Therwil | 8      |
| Zürich Barracudas  | Zurich  | 2      |
| Zürich Challengers | Zurich  | 8      |

## Saison régulière
| Pl. | Équipe             | J  | V  | D  | %    |
| --- | ------------------ | -- | -- | -- | ---- |
| 1   | Therwil Flyers     | 24 | 20 | 4  | .833 |
| 2   | Bern Cardinals     | 24 | 14 | 10 | .583 |
| 3   | Embrach Mustangs   | 24 | 13 | 11 | .542 |
| 4   | Zürich Challengers | 24 | 12 | 12 | .500 |
| 5   | Zürich Barracudas  | 24 | 12 | 12 | .500 |
| 6   | Sissach Frogs      | 24 | 9  | 15 | .375 |
| 7   | Reussbühl Eagles   | 24 | 4  | 20 | .167 |

## Phase finale
|  | Demi-finales       | Demi-finales   |                |   | Finale | Finale |
|  | Demi-finales       | Demi-finales   |                |   | Finale | Finale |
|  |                    |                |                |   |        |        |
|  |                    |                |                |   |        |        |
|  |                    |                |                |   |        |        |
|  | Therwil Flyers     | 3              |                |   |        |        |
|  | Therwil Flyers     | 3              |                |   |        |        |
|  | Zürich Challengers | 1              |                |   |        |        |
|  | Zürich Challengers | 1              | Therwil Flyers | 2 |        |        |
|  |                    |                | Therwil Flyers | 2 |        |        |
|  |                    | Bern Cardinals | 3              |   |        |        |
|  | Bern Cardinals     | Bern Cardinals | 3              | 3 |        |        |
|  | Bern Cardinals     |                |                | 3 |        |        |
|  | Embrach Mustangs   | 2              |                |   |        |        |
|  | Embrach Mustangs   | 2              |                |   |        |        |